# Route d'Éole
La Route d'Éole Juniors est une course cycliste française disputée le dernier dimanche de mars dans les communes de Fougères-sur-Bièvre et Feings (Loir-et-Cher). Créée en 2009, elle se déroule sur une journée et propose un contre-la-montre et une étape en ligne. La compétition est réservée aux coureurs juniors (moins de 19 ans). 
En 2020, la course est annulée en raison du contexte sanitaire lié à la pandémie de Covid-19. C'est également le cas l'année suivante.

## Palmarès
| Année     | Vainqueur                | Deuxième              | Troisième                 |
| --------- | ------------------------ | --------------------- | ------------------------- |
| 2009      | Kévin D'hont             | Jordan Delbart        | Romain Combaud            |
| 2010      | Jauffrey Bétouigt-Suire  | Bryan Coquard         | Benoît Pinto              |
| 2011      | Pierre-Henri Lecuisinier | Thomas Boudat         | Maxime Piveteau           |
| 2012      | Maxime Piveteau          | Anthony Turgis        | Thomas Boudat             |
| 2013      | annulé                   | annulé                | annulé                    |
| 2014      | Thomas Denis             | Nicolas Legras        | Sébastien Havot           |
| 2015      | Loïc Guillaume           | Guillaume Millasseau  | Tanguy Turgis             |
| 2016      | Clément Davy             | Alex Aze              | Florentin Lecamus-Lambert |
| 2017      | Donavan Grondin          | Antoine Raugel        | Antoine Devanne           |
| 2018      | Antoine Devanne          | Nicolas Hamon         | Donavan Grondin           |
| 2019      | Étienne Delimauges       | Antoine Marascia      | Damien Girard             |
| 2020-2021 | annulé                   | annulé                | annulé                    |
| 2022      | Arthur Blaise            | Louka Lesueur         | Milan Donie               |
| 2023      | Arthur Blaise            | Dawid Wika-Czarnowski | Florian Gaillard          |
| 2024      | Sam Coleman              | Jules Hue             | Valentin Commont          |
| 2025      | Lancelot Gayant          | Romuald Hervé         | Maxime Mortier            |